# Matías Médici
Matías Médici (29 de junho de 1975) é um ciclista argentino, medalhista pan-americano no Rio 2007 e Guadalajara 2011.
Em 2007, como consequência dos casos de doping oficilizados pela Organização Desportiva Pan-Americana em dezembro daquele ano, Médici herdou a medalha de prata conquistada originalmente por Libardo Niño Corredor, da Colômbia.
Em 2012, testou positivo para EPO em um controle anti-doping realizado durante a Rutas de América, em fevereiro. O atleta foi suspenso por dois anos.